# Фрегати типу «Івер Гюітфельд»
Фрегати типу «Івер Гюітфельд» (дан. Iver Huitfeldt-klassen) — серія з трьох фрегатів ВМС Данії. Головний корабель було введено в експлуатацію в 2011 році. Призначені для заміни трьох застарілих корветів типу «Нільс Юель». Названі на честь Івера Гюітфельда.
Носить ім'я Івера Гюітфельда (1665-1710), дансько-норвезького військово-морського офіцера, адмірала, героя Великої Північної війни.

## Історія
Прототипом фрегатів цього типу став корабель управління та підтримки «Абсалон». Завдяки використанню основних конструкторських рішень, втілених у попередника, вдалося істотно знизити вартість фрегата. Фрегат підтримує стандартну для данського флоту модульну концепцію StanFlex і має 6 слотів для змінних модулів.
На відміну від «Абсалона», який розроблявся як корабель управління і підтримки, фрегати типу «Івер Хуітфельдт» призначені для вирішення бойових завдань. У перспективі планується оснастити їх крилатими ракетами «Томагавк», після чого вони стануть першими ударними кораблями данського флоту.

## Конструкція
Корпус семипалубний з 15 водонепроникними відсіками. У порівнянні з прототипом у фрегата на одну палубу менше і відсутня внутрішня багатофункціональна палуба. Прийняті спеціальні міри для зниження радіо - і інфрачервоної сигнатури, акустичних шумів і магнітних полів. Димова труба спеціально сконструйована для захисту антени РЛС SMART-L від гарячих відпрацьованих газів. З метою захисту екіпажу від засобів масового ураження (радіоактивні забруднення, хімічна і біологічна зброя) корабель розділений на шість ізольованих зон з автономними повітряними фільтрами і шлюзами для переходу в сусідні відсіки.

### Енергетична установка
Рухова установка фрегата виконана за схемою CODAD. До її складу входять 4 дизеля MTU 20V 8000 M70, встановлених попарно у двох машинних відділеннях. Максимальна швидкість становить 28 вузлів.
Корабель забезпечується електроенергією від двох дизель-генераторів, що мають дизелі фірми «Катерпіллер» (CAT3512 і CAT3508) генератор Лерой-Соммер (Leroy-Somer). Потужність дизель-генераторів 1360 кВт (1850 л. с.) і 920 кВт (1250 л.с.).
На кораблі встановлені два керма фірми Беккер, носовий підрулюючий пристрій потужністю 900 кВт (1200 л.с.), активні стабілізатори.

## Будівництво
Будівництво кораблів здійснюється в три етапи. На першому етапі в доці відбувається збірка корпусу зі зварних блоків. На другому етапі встановлюється загальнокорабельне обладнання. Після спуску на воду корабель буксирується на військово-морську базу Корсор (Naval Station Korsor), де встановлюється озброєння та апаратура військового призначення.
Будівництво головного корабля почалося в лютому 2008 року. Збірка корабля з блоків здійснюється на верфи Lindø в Оденсе (Odense Staalskibsværft). Блоки для складання корпусу виробляються на Балтійському заводі в Клайпеді (Литва) і на баржі доставляються в Оденсе. У виробництві блоків зайнята також верф Локса (Естонія). Всі три верфі входять до складу компанії AP Møller-Maersk A/S.
Вартість контракту на будівництво трьох кораблів становить 4,7 млрд данських крон або в середньому 1,5 млрд крон (€210 млн.) на один корабель. Для порівняння, фрегати типу FREMM коштують від €280 млн. (французький варіант) до €350 млн. (італійський варіант), голландський фрегат «Де Зевен Провинсиен» і іспанський фрегат «Альваро де Базан» — €400 млн, німецький фрегат «Заксен» — €700 млн.

## Озброєння

### Бойові системи
Фрегати оснащуються бойовою інформаційно-керуючою системою Terma C-flex, зібраної з комерційно доступних компонентів, включаючи сервери, консольні та інтерфейсні комп'ютери, комутатори локальної мережі та блоки безперебійного живлення (все в 19-дюймових змінних модулях). Система побудована на основі відкритої архітектури T-Core.
C-flex обробляє інформацію від сенсорів, в реальному часі будує тривимірну модель бойової обстановки та видає дані для керування зброєю. Через тактичну мережу обміну даними фрегат обмінюється інформацією з іншими бойовими одиницями на морі, на суші й в повітрі.

### Електронне обладнання
Електронне обладнання, встановлене на фрегаті, включає:
- РЛС дальнього виявлення SMART-L (дальність 400 км);
- Багатофункціональна РЛС APAR, здійснює супровід цілей і наведення зенітних ракет;
- Навігаційна РЛС Furuno;
- Внутрішньокорпусна гідроакустична станція Atlas ASO 94;
- Інфрачервоний візир Seastar Seafire III;
- РЛС управління стрільбою Saab CEROS 200;
- Система електронного попередження та оцінювання EDO.

### Система ППО
Система ППО, якою оснащені фрегати типу «Івер Хуітфельдт», аналогічна системі ППО голландських фрегатів типу «Де Земен Провинсиен» і німецьких фрегатів типу «Заксен». Основу системи складають радар дальнього виявлення SMART-L діапазону L і багатофункціональний радар APAR діапазону I. РЛС APAR здійснює супровід цілей і керування ракетами в режимі переривчастого постійного випромінювання (Interrupted Continuous Wave Illumination, ICWI). Система розрахована на одночасне керування 32 ракетами, з яких 16 перебувають на кінцевій ділянці траєкторії в режимі напівактивного самонаведення. Боєзапас розміщений в установках вертикального пуску Mk41 (4 модулі по 8 клітинок, до 32 ракет SM-2 IIIA) та УВП Mk56 (2 модуля по 6 контейнерів, до 24 ракет ESSM).
Як зброю ППО самооборони в задній частині корабля на даху ангара встановлено 35-мм зенітний автомат «Ерлікон Міленіум».

### Артилерія
У первісному варіанті фрегат озброєний двома 76-мм артилерійськими установками «ОТО Бреда». Вони розташовані в носовій частині корабля лінійно-піднесено і займають слоти А і B. У перспективі в слоті А буде встановлено 127-мм установка, а в слоті B — другий 35-мм зенітний автомат «Ерлікон Міленіум».

### Вертоліт
Фрегат обладнаний злітно-посадковим майданчиком і стаціонарним ангаром для базування вертольота середнього розміру, подібного AW101. Майданчик може приймати більш важкі вертольоти вагою до 20 тонн.

### Постановники перешкод
Корабель оснащений 12-ствольною 130-мм пусковою установкою пасивних перешкод, розрахованою на запуск боєприпасів системи Seagnat. Установка забезпечує повний 360° сектор обстрілу проти протикорабельних ракет.

## Екіпаж
Екіпаж фрегата складається зі 101 людини, які розділені на 4 дивізіони:
| Найменування дивізіону | Всього | Офіцерів | Старшин | Матросів |
| ---------------------- | ------ | -------- | ------- | -------- |
| Медичний дивізіон      | 32     | 8        | 3       | 21       |
| Дивізіон озброєнь      | 17     | 2        | 3       | 12       |
| Інженерний дивізіон    | 32     | 6        | 3       | 23       |
| Дивізіон управління    | 20     | 2        | 4       | 14       |
| Всього                 | 101    | 18       | 13      | 70       |

Всього на кораблі може бути розміщено 165 осіб. Додаткові місця призначені для штабного персоналу, команди вертольота, лікарів, курсантів.

## Склад серії
| Назва           | Номер | Закладений | Спущений   | У строю    | Статус                         |
| --------------- | ----- | ---------- | ---------- | ---------- | ------------------------------ |
| Iver Huitfeldt  | F361  | 02.06.2008 | 11.3.2010  | 21.1.2011  | У складі 2-ї ескадри ВМФ Данії |
| Peter Willemoes | F362  | 12.03.2009 | 21.12.2010 | 22.06.2011 | У складі 2-ї ескадри ВМФ Данії |
| Niels Juel      | F363  | 22.12.2009 | 21.12.2010 | 2012       | Проходить випробування         |